# 加納朋之
加納 朋之（かのう ともゆき、1962年5月4日 - ）は、日本の俳優である。東京都出身。文学座所属。

## 来歴
1983年に文学座研究所入所し、1988年に座員となる。

## 出演

### 舞台
1986年
- 初舞台『怪談　牡丹燈籠』(文学座本公演)三越劇場

1987年
- 『あるポーランド神父の死』(アトリエ)
- 『コープス』(パルコ劇場)
- 『コメディ・オブ・おおまちがい！』(劇工房ライミング)ベニサンピット

1988年
- 『好色一代女』(本公演)三越劇場
- 『煮えきらない幽霊たち』(本公演)紀伊國屋ホール

1989年
- 『プリマスの黄金』(劇工房ライミング)ベニサンピット

1990年
- 『ザ・デザート・エア』(劇工房ライミング)ベニサンピット

1991年
- 『冬物語』(シェイクスピアシアター)東京芸術劇場
- 『遺産らぷそでぃ』(青年劇場)
- 『モリエールあるいはファルスの條件』(劇工房ライミング)ベニサンピット

1993年
- 『好色一代女』(本公演)三越劇場

1995年
- 『怪談 牡丹燈籠』(本公演)三越劇場
- 『橋姫』(堀事務所)府中の森・芸術ホール

1997年
- 『女三の宮』(東宝)帝国劇場

1998年
- 『命燃えて』(松竹)新橋演舞場
- 『怪談 牡丹燈籠』(本公演)俳優座劇場

1999年
- 『ふるあめりかに袖はぬらさじ』(本公演)三越劇場

2000年
- 『心破れて』(文学座アトリエ公演)
- 『峠の雲』(本公演)三越劇場
- 『ペリクリーズ』(ウィリアム館)青山円形劇場

2001年
- 『渥美清子の青春』(プロツーカンパニー)紀伊國屋サザンシアター

2002年
- 『退屈な時間』(本公演）アトリエ

2003年
- 『龍の伝説』(本公演)紀伊國屋ホール

2004年
- 『花咲くチェリー』(地人会＋文学座協力）紀伊國屋サザンシアター

2005年
- 『きゅうりの花』『約三十の嘘』(HHG)サイスタジオコモネ
- 『アルバートを探せ』(アトリエ)

2006年
- 『オトコとおとこ』(アトリエ)

2007年
- 『愛の勝利』(テアトロサンノーブル)サイスタジオコモネ

2008年
- 『Train coming』(青年団)サイスタジオコモネ
- 『誰ガ為ニ陽ハ昇ル』(R-vive)中野ザ・ポケット
- 『ハーフ・ライフ』(9/16〜29）サイスタジオコモネBスタジオ

2009年
- 『ホテルの夜』（劇団アナログ）サイスタジオ大山
- 『定年ゴジラ』（本公演）紀伊国屋サザンシアター

2010年
- 『土の中の教師たち〜啓蟄の頃〜』（H.H.G）サイスタジオコモネAスタジオ

2011年
- 『燕のいる駅』（H.H.G）サイスタジオコモネAスタジオ
- 『櫻の木の上、櫻の木の下』サイスタジオコモネAスタジオ
- 『土の中の教師たち-啓蟄の頃-』和歌山市民会館

2012年
- 『櫻の木の上、櫻の木の下』韓国公演
- 『リビング・ウィル』サイスタジオコモネA

2013年
- 『893鴉たちの行方』（H.H.G）サイスタジオコモネAスタジオ
- 『未来を忘れる』アトリエ

2014年
- 『893鴉たちの行方』（H.H.G）佐野市文化会館ホール

2019年
- 『いずれおとらぬトトントトン』(アトリエ)

### テレビ
- 但馬屋のお夏
- 若大将天下ご免
- 待てば海路の秋日和
- オールドフレンド
- こちら禅寺探偵局II
- 菜の花の沖
- 警視庁鑑識班
- ほんとにあった怖い話窓にうつる少女]
- 駅前タクシー湯けむり事件案内3
- 鉄道警察官・清村公三郎5
- 遺留捜査

### CM
- ダイワハウス
- 養命酒

## 舞台演出
2010年
- 『春を待ちながら』神楽坂die pratze